# Underground Electric Railways Company
A Underground Electric Railways Company (UERL), conhecida operacionalmente como Underground por grande parte de sua existência, foi fundada em 1902. Era sede das três linhas de metrô subterrâneas abertas em Londres em 1906 e 1907: Baker Street e Waterloo, a Charing Cross, Euston e Hampstead e Great Northern, Piccadilly e Brompton. Foi também a matriz de 1902 da District Railway, que foi eletrificada entre 1903 e 1905. A UERL é uma precursora do metrô de Londres.